# پیتر یکم قبرس
پیتر یکم قبرس یا پیر یکم لوزینیان (۹ اکتبر ۱۳۲۸ – ۱۷ ژانویه ۱۳۶۹) پادشاه قبرس و پادشاه اسمی و افتخاری اورشلیم بعد از خلع پدرس در ۲۴ نوامبر ۱۳۵۸ تا زمان مرگش در سال ۱۳۶۹ بود. وی دومین پسر هیو چهارم قبرس و همسر نخستش، آلیس ابلین بود وی در زمان حکومتش موفقیت‌های نظامی به دست آورد. وی سرانجام توسط سه‌تا از شوالیه‌هایش در رختخواب به قتل رسید.